# 폴 티빗

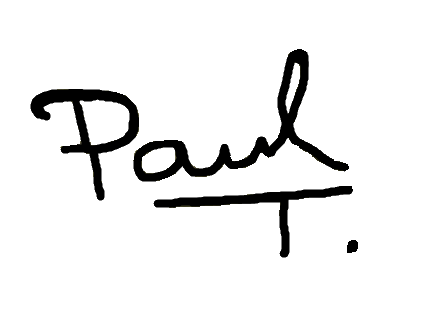
폴 티빗의 서명

폴 해리슨 티빗 4세(영어: Paul Harrison Tibbitt IV, 1968년 5월 13일 ~ )는 미국의 애니메이터, 작가, 성우로, 애니메이션 시리즈 네모바지 스폰지밥에서의 작업으로 가장 잘 알려져 있다. 창작자 스티븐 힐런버그가 2004년에 사임한 후, 티빗이 쇼의 나머지 시즌 동안 쇼러너 자리를 맡았다.